# セレベスクイナ
セレベスクイナ（Aramidopsis plateni） は、ツル目クイナ科セレベスクイナ属に分類される鳥類。本種のみでセレベスクイナ属を構成する。

## 分布
インドネシア（スラウェシ島）固有種

## 形態
全長29-30センチメートル。尾羽は短い。顔から胸部にかけてと背の羽衣は灰青色、喉には白い斑紋が入る。腰の羽衣や翼は赤褐色。体側面や腹部には白と淡褐色の不明瞭な横縞が入る。尾羽基部の下面を被う羽毛（下尾筒）は灰黒色で、白い横縞が入る。
嘴は細長く、下方へやや湾曲する。嘴の色彩は灰褐色や褐色。
オスは後頸の羽衣が赤褐色。虹彩は橙褐色や褐色で、下嘴基部は黄緑色。後肢は黒い。メスは後頸の羽衣が明赤褐色で、喉の白色斑が小型。虹彩は赤橙色や橙色で、嘴基部や下嘴は赤や橙色。後肢は灰青色。

## 生態
標高1,300メートル以下にあるツル植物やタケ、ガマが繁茂する二次林や低木林、草原に生息するが、その周辺にある原生林や水田に生息する事もある。飛翔する事はできない。英名snoringは「いびき」の意で、鳴き声がいびきのように聞こえることが由来。
食性は動物食で、小型甲殻類やトカゲを食べると考えられている。
繁殖形態は卵生。繁殖期は不明だが、8月に雛が発見された例がある。

## 人間との関係
開発による生息地の破壊、乱獲などにより生息数が減少している。また人為的に移入されたノネコによる捕食などにより生息数の減少が懸念されている。